# Кріс Бамстед
Крістофер Адам Бамстед (англ. Christopher Adam Bumstead, нар. 2 лютого 1995 року) — канадський професійний бодибілдер IFBB. Бамстед є чинним переможцем Mr. Olympia Classic Physique, вигравав змагання з 2019 по 2024 роки. Він також посів друге місце у 2017 та 2018 роках.

## Раннє життя
Бамстед народився і виріс в Оттаві, Онтаріо, де в дитинстві займався різними видами спорту, грав у футбол, бейсбол, баскетбол і хокей у середній школі. Задля покращення фізичної форми для гри у футбол, Бамстед освоїв силові вправи. Тоді йому було 14 років, а між дев'ятим і дванадцятим класами набрав вагу від 170 до 225 фунтів, найбільше набираючи у ногах, а вже у 18 він серйозно зайнявся культуризмом.
Після того, як він набув гарної статури, Бамстед познайомився з хлопцем своєї сестри, професійним культуристом Єном Вальєром, який відтоді тренує його.

## Кар'єра
Бамстед дебютував на змаганнях у віці 19 років у 2014 році й отримав свою професіональну картку IFBB у віці 21 року після того, як 2016 року переміг на IFBB North American Bodybuilding Championship. 
Після кількох виступів Бамстед посів друге місце на чемпіонаті Містер Олімпія 2017 та 2018 років у дивізіоні Classic Physique, в обох випадках його обігнав Бреон Енслі. 
Бамстед здобув міжнародну популярність, коли піднявся на п'єдестал у 2019, 2020, 2021, 2022 та 2023 роках. Це робить його чинним чемпіоном у категорії Men's Classic Physique.

## Фізичні об'єми
- Зріст: 6 футів 1 дюйм (185 см)
- Конкурсна вага: 237,5 фунтів (108 кг)
- Міжсезонна вага: 260 фунтів (118 кг)
- Обхват грудей: 51" (130 см)
- Талія: 30" (76 см)
- Біцепс: 20" (51 см)

## Перемоги
- 2016 IFBB North American Championships, в категорії Heavyweight, посів 1 місце (отримавши професійну картку IFBB)[7]

- 2016 IFBB Dayana Cadeau Classic, в категорії Classic Physique, посів 3 місце[8]

- 2017 IFBB Pittsburgh Pro, в категорії Classic Physique, посів 1 місце[9]

- 2017 IFBB Toronto Pro, в категорії Classic Physique, посів 1 місце[10]

- 2017 Mr. Olympia[en], в категорії Classic Physique, посів 2 місце[4]

- Містер Олімпія 2018, в категорії Classic Physique, посів 2 місце[5]

- Містер Олімпія 2019, в категорії Classic Physique, посів 1 місце[11]

- 2020 Mr. Olympia[en], в категорії Classic Physique, посів 1 місце[11]

- 2021 Mr. Olympia[en], в категорії Classic Physique, посів 1 місце[12]

- 2022 Mr. Olympia[en], в категорії Classic Physique, посів 1 місце
- 2023 Mr. Olympia, в категорії Classic Physique, посів 1 місце
- 2024 Mr. Olympia, в категорії Classic Physique, посів 1 місце